# Resposta integrada a l'estrès

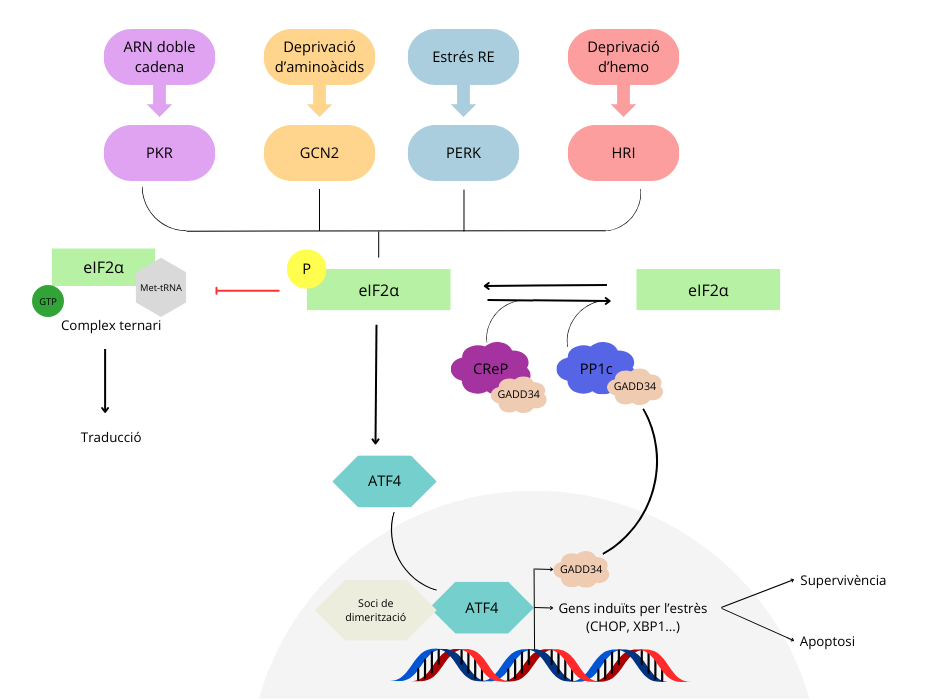
Via de senyalització del factor eIF2α sobre ATF4

La resposta integrada a l’estrès (ISR) és una via de senyalització intracel·lular present a les cèl·lules eucariotes que permet fer front a diverses situacions d’estrès cel·lular, mantenint l’homeòstasi de l’organisme.
La resposta s’inicia a causa de situacions d’hipòxia, deprivació de nutrients, estrès oxidatiu, infeccions virals o estrès del reticle, causat per l’acumulació de proteïnes mal plegades. Aquesta resposta està regulada per quatre quinases principals: PERK, GCN2, PKR i HRI que convergeixen en la fosforilació del factor de transcripció eIF2α a la serina 51.
La fosforilació d’aquest factor inhibeix la traducció de forma general per reduir la despesa d'energia. Per altra banda, s’activaran subconjunts de gens específics com per exemple ATF4, que participaran en el restabliment i supervivència de la cèl·lula. A més a més, bloqueja l’acció de l’intercanviador de nucleòtids de guanina eIF2B, reduint la síntesi de proteïnes per tal de minimitzar la despesa energètica.
La ISR finalitza amb la desfosforilació de eIF2α, moment on la cèl·lula podrà recuperar l’homeòstasi i continuar amb la traducció. 
Depenent del grau de l’estrès cel·lular, la ISR pot no ser suficient per assegurar la supervivència de la cèl·lula, de manera que davant de casos perllongats i d’alta intensitat, s’activaran els mecanismes de mort cel·lular programada.
Alguns estudis han demostrat que en diverses malalties com càncer, síndrome metabòlica, isquèmia, malalties neurodegeneratives, entre altres, la resposta integrada a l’estrès juga un paper clau. És per això que s’està investigant la regulació de la ISR com a possible teràpia en aquestes condicions.

## Quinases de la ISR

### Proteïna quinasa HRI
HRI és una serina/treonina proteïna quinasa citoplasmàtica codificada pel gen EIF2AK1, localitzat al cromosoma 7 exó 16. Consta de 630 aminoàcids i presenta tres dominis principals: un domini N-terminal d’unió a l’hemo, un domini quinasa central amb activitat catalítica, i un domini coiled-coil C-terminal necessari per a la dimerització funcional.
La seva funció principal és actuar com a sensor de la disponibilitat d’hemo en els precursors eritroides, regulant  l'equilibri  entre la síntesi de globines i la disponibilitat  d'hemo durant l’eritropoesi. En condicions normals, l’hemo s’uneix a HRI i n’inhibeix l’activitat; en canvi, quan hi ha manca d’hemo, HRI s’activa i reprimeix la traducció de proteïnes per evitar l’acumulació de globines lliures.
S’ha vist que HRI s’activa principalment a través de la via OMA1-DELE1-HRI durant la disfunció mitocondrial, i també pot ser activat per la alliberació de citocrom c (mitjançant BAX, BAK, BOK) ambdues independents de l’hemo.

#### Activació d’HRI
En presència d’hemo abundant, aquest cofactor s'uneix al sensor d’HRI als seus dos dominis (un al N-terminal i un altre al domini d’inserció de la quinasa) i inhibeix la seva activitat mitjançant un canvi conformacional que impedeix la dimerització, i l’autofosforilació necessària per a la seva activació En canvi, en condicions de manca d'hemo, HRI queda activa: homodimeritza mitjançant interaccions no covalents, i es produeix una autofosforilació que permet l’activació del seu domini catalític. Un cop activada, HRI fosforila el factor d’iniciació eIF2α a la serina 51, aquest procés redueix la formació del complex eIF2-GTP-tRNA^Met, disminuint globalment la traducció de proteïnes per evitar un excés de globina que no podria estabilitzar-se sense hemo disponible.

En situacions d’estrès mitocondrial, HRI rep el senyal a través de la forma truncada de DELE1. La proteasa OMA1, situada a la membrana interna de la mitocòndria, s’activa i talla la proteïna DELE1. Aquest tall genera una forma truncada de DELE1, coneguda com a S-DELE1, la qual s’acumula al citosol i permet l’activació d’HRI. Aquest mecanisme activa l’eix adaptatiu eIF2α–ATF4, i en condicions de dany mitocondrial greu, pot conduir a mitofàgia independent de PRKN per eliminar mitocondris disfuncionals.  

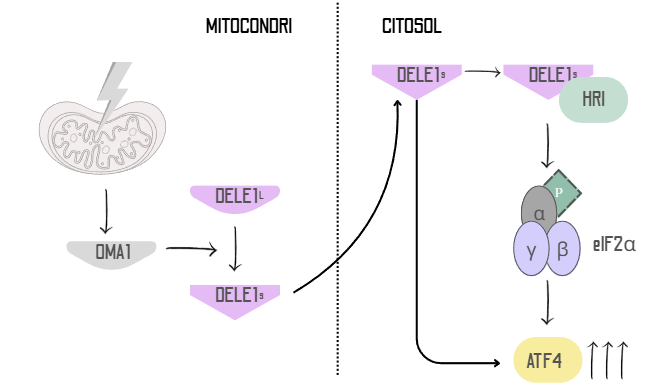
Eix mitocondri–HRI–eIF2α–ATF4 en resposta a l’estrès mitocondrial

### Proteïna quinasa R (PKR)
PKR és una serina/treonina proteïna quinasa codificada pel gen EIF2K2, localitzat al cromosoma 2. Consta de 551 aminoàcids i està formada per un domini N-terminal d’unió a l'RNA de doble cadena (dsRNA)i un domini quinasa C-terminal.
La seva funció principal és detectar dsRNA viral i activar la resposta immune innata.
S’ha estudiat que PKR també pot estar activada per altres factors, entre els quals trobem: les xaperones, deprivació de factors de creixement o l’heparina. També s’activa en resposta a infeccions bacterianes gram -, excés de nutrients o energia, citoquines, calci, estrès oxidatiu i altres mecanismes d’estrès.
S’ha vist que la PKR està implicada en diversos processos com infeccions virals, supressió tumoral, creixement i proliferació cel·lular, regulació de la mitosi, neurodegeneració i malalties metabòliques.

#### Activació de PKR

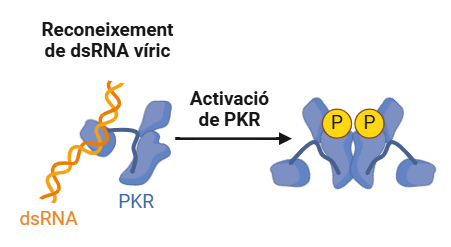
Procés d'activació de PKR. Imatge creada amb biorender.

Quan PKR s’uneix pel seu domini N-terminal a l’RNA víric, homodimeritza, i com a resultat es produeix una autofosforilació a diverses treonines i serines localitzades a l’extrem C-terminal. En concret, la fosforilació de Thr446 i Thr451 semblen ser essencials perquè es produeixi l’activació de la molècula.
Quan PKR està activada, fosforila el factor eIF2α a la serina 51, fet que provoca l’aturada de la traducció, evitant així la replicació del virus dins la cèl·lula que utilitza la maquinària de traducció de la cèl·lula infectada.
PKR també té la capacitat d’induir l’apoptosi de forma independent a la fosforilació de eIF2α, a través de l’activació de la via APAF de FADD/caspasa 8/caspasa 3 i caspasa 9. També promou la inflamació a través de l’activació del factor de transcripció NFkB.

### GCN2
GCN2 (de l'anglès general control non-derepressible 2) és una proteïna quinasa d'eIF2A que actua com a sensor d’estrés cel·lular, i que respon a la deprivació d’aminoàcids, irradiació UV, entre altres possibles alteracions metabòliques.
És una de les quinases més conservades filogenèticament donat que es troba present des de llevats a humans.
Quan GCN2 s’activa, fosforila eIF2A provocant una reducció global de la síntesi de proteïnes i activant la traducció preferencial de gens adaptatius com ATF4.
Aquesta proteïna està formada per 1649 aminoàcids amb una massa molecular de 190kDa, i presenta 5 dominis conservats:
- Domini pseudoquinasa
- Domini quinasa: actiu catalíticament
- Domini carboxi-terminal (CTD): facilita interacció amb els ribosomes i la formació del dímer
- Domini HisRS-like (histidil-tRNA sintetasa): permet unió de ARNt descarregats (sense aminoàcid)
- Regió amino-terminal RWD: interecciona amb proteïnes[16]

A més, entre el domini RWD (amino-terminal) i el domini pseudoquinasa presenta una regió d'enllaç carregat formada per arginina, lisina, glutamat i aspartat.

#### Activació de GCN2
En estat basal, quan a les cèl·lules no els hi manquen nutrients, la GCN2 està inactiva. Aquesta està formada per dues subunitats iguals, és un dímer, i les seves parts es mantenen unides per intereccions entre elles que mantenen la proteïna inactivada.
GCN2 s’activa en resposta a l'estrès cel·lular per diversos mecanismes:
1. Quan falten aminoàcids, hi ha un augment de ARNt descarregats, que es van acumulant. El domini HisRS-like de GCN2 reconeix aquests ARNt descarregats, i aquests s’hi uneixen provocant el trencament d’aquestes interaccions que mantenien GCN2 inactivada i per tant provocant l’activació d’aquesta. Quan GCN2 s’activa, el seu domini quinasa s’obre i s’autofosforila i a més es forma un pont entre les dues subunitats del dímer que manté la proteïna activada. Si no falten nutrients els dominis CTD i pseudoquinasa ajuden a mantenir inactivada GCN2  i es recol·loquen o es desactiven quan cal activar la proteïna.  [16]
2. Alguns tipus d’estrés, per irradiació UV o inhibidors de l’elongació translacional poden provocar estancaments i col·lisions entre ribosomes que poden activar GCN2.[16]
3. També hi ha una activació independent de la deprivació d’aminoàcids, és a dir, en absència d’un augment de ARNt descarregats ja sigui per problemes en l'elongació de la traducció o per altres formes d’estrès ribosomal.[16]

#### Molècules reguladores de l’activitat de GCN2: GCN1 i GCN20
- GCN1 és una proteïna essencial per l’activació de GCN2 davant d’una manca d’aminoàcids dins la cèl·lula, però no és necessària perquè GCN2 funcioni fora de la cèl·lula (in vitro), per tant es considera que té més un paper de suport estructural.[16][17]
- GCN20 és una proteïna de la família ABC. Encara no s’ha identificat un equivalent d’aquesta en mamífers, per tant el mecanisme d’activació de GCN2 pot variar entre espècies.[16]

GCN1 i GCN20 formaran un complex proteic que s’unirà a GCN2 pel domini RWD amino-terminal i actuarà traslladant els ARNt descarregats des del ribosoma al domini His-RS like de GCN2, activant aquest domini.

### PERK (eIF2AK3)
PERK (proteïna quinasa RNA-like de reticle endoplasmàtic) és un receptor del reticle endoplasmàtic (RE) de tipus transmembrana I  de 121,639 Da amb un domini citoplasmàtic de serina/treonina que actua com un sensor de l’estrés del RE.

#### Activació de PERK
En condicions normals, es troba a la membrana del RE en forma monomèrica inactiva i unida a la xaperona BiP/GRP78 pel seu domini luminal. Quan hi ha una acumulació de proteïnes mal plegades al RE degut a l’estrès de reticle succeeix el següent:
1. BiP té major afinitat per les proteïnes mal plegades i deixa d’estar unida a PERK. Llavors, hi ha una homooligomerització de PERK en absència de BiP.
2. Activació dels dominis catalítics quinasa citosòlica i trans-autofosforilació degut a la dimerització causada per l’estrès del reticle. L’activitat quinasa de PERK té com a diana eIF2α.
3. La fosforilació d’eIF2α causa la inhibició global de la síntesi proteica, mitjançant l'inhibició de la formació del complex ternari i el posterior muntatge del ribosoma[20], de manera que entrarà menys proteïna al reticle i s’alleugereix la càrrega de proteïnes, fent que el RE pugui dur a terme la seva funció correctament. Tanmateix, es manté la traducció selectiva de mRNAs amb uORFs.
4. A part de la inhibició global, també hi haurà un augment de la transcripció de ATF4 activa la transcripció de gens que participen en el procés UPR, com els factors de transcripció XBP1 i CHOP. XBP1 augmentarà la síntesi de xaperones i agents antioxidants. CHOP és un gen que pot activar ATF4 en casos de UPR molt forts i també desencadena la transcripció de diferents gens entre els quals hi ha gens apoptòtics, com GADD34 (fosfatasa), que permet fer un ajust més fi per activar/inhibir la síntesi protèica. No obstant, a la llarga, una activació perllongada de CHOP acaba derivant en apoptosi, ja que CHOP també pot portar a la transcripció de gens proapoptòtics.[20][21]
5. La regulació a la baixa de la ciclina D1 fa aturar el cicle cel·lular  en fase G1 i obté temps per a la recuperació cel·lular de les condicions hipòxiques.[19]
6. El factor de transcripció NF-E2 relacionat amb el factor 2 (Nrf2) és un altre substrat que està fosforilat i activat per PERK. En condicions normals, Nrf2 es manté inactiu en unir-se a un adaptador de la ubiquitina ligasa E3 basada en Cullin 3, proteïna 1 associada a ECH semblant a Kelch (KEAP1). Aquest complex es manté al citosol i Nrf2 està dirigit a la degradació mediada per la ubiquitina. Després de la fosforilació de Nrf2, pNrf2 s'allibera de KEAP1 i es trasllada al nucli, on activa la transcripció dels gens implicats en la desintoxicació, l'antioxidació i el metabolisme.[20]

## eIF2α
La iniciació de la traducció depèn estrictament d'eIF2α, que es compon de tres subunitats generals: α, β i γ. La proteïna heterotrimèrica forma un complex ternari amb trifosfat de guanosina (GTP) i iniciador-metionil-ARNt (Met)-ARNt. Posteriorment, aquest complex es combina amb la subunitat ribosòmica més petita 40S unida a factors d'iniciació eucariotes com: eIF1, eIF1A i eIF3, donant lloc a la formació d'un complex de preiniciació 43S. A continuació, té lloc el muntatge d'un complex d'iniciació 80S complet, preparat per iniciar el procés d'allargament mitjançant la unió de la subunitat ribosòmica 60S més gran al complex de preiniciació. En fosforilar eIF2α en Ser51, eIF2α fosforilat s’uneix més fortament a una part reguladora de eIF2β (que ajuda a intercanviar GDP per GTP), de manera que no es fa l’intercanvi a GTP, es forma el complex eIF2-GDP (que no és actiu per formar un nou complex ternari) i es redueix la formació de eIF2-GTP, com a conseqüència també hi ha una reducció de la formació del complex ternari que dona lloc a una repressió de la síntesi global de proteïnes però a la traducció preferent de gens seleccionats relacionats amb ISR com ATF4, ATF5, CHOP i GADD34 i, per tant, també es bloqueja la proliferació cel·lular. La regulació a la baixa de la ciclina D1 fa que el cicle cel·lular s'atura i hi hagi temps per a la recuperació cel·lular com per exemple, en condicions hipòxiques.

## ATF4
ATF4 actua com a regulador principal de l'ISR, induint un programa d'expressió gènica depenent del context cel·lular i de la intensitat de l'estrès.
En condicions normals, la traducció d’ATF4 es troba reprimida. El ribosoma escaneja l’mRNA fins a trobar el primer uORF (upstream open reading frame) on comença a traduir un petit pèptid. Posteriorment, el ribosoma es desacobla i la subunitat petita encara escanejarà fins a arribar a l’uORF2, on es tornarà a muntar el ribosoma i es traduirà un altre pèptid. La pauta de lectura d’aquest segon uORF s'encavalca amb la de ATF4, de manera que no serà traduït.
Quan s’altera l’homeòstasi de la cèl·lula, s’activa la ISR, que conduirà a la fosforilació del factor eIF2α. Aquest fet dificulta la traducció, de manera que quan s’inicia la traducció de l'mRNA d’ATF4, es traduirà primer el uORF1 i a continuació es desacoblarà el ribosoma. Quan arribar al uORF2, el ribosoma encara no està acoblat, de manera que moltes vegades s’acaba acoblant al tercer inici de traducció, generant ATF4.
La cascada de l'ATF4 s'inicia amb la formació d'homo i/o heterodímers amb altres factors de transcripció bàsics de cremallera de leucina (bZIP), inclosos els membres CHOP o AP-1 que se sap que regulen la selectivitat transcripcional. Els heterodímers que interaccionen s'uneixen a elements sensibles a l'AMPc (monofosfat d'adenosina cíclica) per controlar l'expressió gènica objectiu, cosa que condueix a la regulació transcripcional del gen XBP1, que augmentarà la síntesi de xaperones i agents antioxidants, gens relacionats amb la síntesi d'aminoàcids i el metabolisme, ja que ATF4 pot promoure la supervivència cel·lular inicial induint l'autofàgia.
Tanmateix, l'estrès crònic provoca l'activació de la mort cel·lular apoptòtica mediada per CHOP per restaurar l'homeòstasi. A més, GCN2 i PERK juntament amb ATF4 i CHOP poden promoure l'expressió de gens relacionats amb la formació i funció de l'autofagosoma i gens proapoptòtics.

## Terminació de la ISR
La finalització de la resposta integrada a l’estrès (ISR), així com la restauració de la síntesi de proteïnes i el retorn a l’homeòstasi cel·lular, es produeixen gràcies a la desfosforilació del factor eIF2α, regulada per la proteïna fosfatasa 1 (PP1), mitjançant la seva subunitat catalítica (PP1c).
La activitat de la fosfatasa PP1 pot ser modulada per dues proteïnes reguladores diferents:
- CReP que forma un complex estable amb la subunitat PP1c i que manté en condicions normals un nivell baix i constant de fosforilació de eIF2a.[22]
- GADD34 la seva expressió s’indueix durant les fases finals de l’ISR, en resposta al factor ATF4 i que forma un complex amb PP1 afavorint la desfosforilació activa de eIF2a.[22]

Per tant, aquest bucle de retroalimentació negativa, en què GADD34 promou la desactivació de l’ISR, és essencial per restaurar l’equilibri cel·lular després d’una resposta a l’estrés.